# Piłka ręczna na Letnich Igrzyskach Olimpijskich 2012
Piłka ręczna na igrzyskach olimpijskich w Londynie rozgrywana była między 28 lipca a 12 sierpnia, wszystkie mecze były rozgrywane w Copper Box.
Tytułu mistrza olimpijskiego u kobiet broniła drużyna Norwegii, a u mężczyzn reprezentacja Francji.

## Zasady kwalifikacji
Udział w turnieju olimpijskim zapewniony miały wyłącznie obydwie reprezentacje Wielkiej Brytanii (męska i żeńska) – jako przedstawiciele gospodarza igrzysk, pozostałe drużyny narodowe – zarówno u kobiet, jak i u mężczyzn – musiały uzyskać kwalifikację. 

### Uczestnicy
| Nazwa imprezy                       | Data przeprowadzenia               | Gospodarz        | Miejsc | Zakwalifikowani    |
| ----------------------------------- | ---------------------------------- | ---------------- | ------ | ------------------ |
| Gospodarz                           | 6 lipca 2005                       | –                | 1      | Wielka Brytania    |
| Mistrzostwa Świata                  | 13 – 30 stycznia 2011              | Szwecja          | 1      | Francja            |
| Igrzyska Panamerykańskie            | 16 – 24 października 2011          | Meksyk           | 1      | Argentyna          |
| Azjatycki turniej kwalifikacyjny    | 23 października – 2 listopada 2011 | Korea Południowa | 1      | Korea Południowa   |
| Mistrzostwa Afryki                  | 11 – 20 stycznia 2012              | Maroko           | 1      | Tunezja            |
| Mistrzostwa Europy                  | 15 – 29 stycznia 2012              | Serbia           | 1      | Dania              |
| I Światowy Turniej Kwalifikacyjny   | 6 – 8 kwietnia 2012                | Hiszpania        | 2      | Hiszpania Serbia   |
| II Światowy Turniej Kwalifikacyjny  | 6 – 8 kwietnia 2012                | Szwecja          | 2      | Szwecja Węgry      |
| III Światowy Turniej Kwalifikacyjny | 6 – 8 kwietnia 2012                | Chorwacja        | 2      | Chorwacja Islandia |
| Razem                               |                                    |                  | 12     |                    |

### Uczestniczki
| Nazwa imprezy                       | Data przeprowadzenia      | Gospodarz       | Miejsc | Zakwalifikowane     |
| ----------------------------------- | ------------------------- | --------------- | ------ | ------------------- |
| Gospodarz                           | 6 lipca 2005              | -               | 1      | Wielka Brytania     |
| Mistrzostwa Europy                  | 7 – 19 grudnia 2010       | Dania/ Norwegia | 1      | Szwecja             |
| Azjatycki Turniej Kwalifikacyjny    | 12 – 21 października 2011 | Chiny           | 1      | Korea Południowa    |
| Igrzyska Panamerykańskie            | 15 – 23 października 2011 | Meksyk          | 1      | Brazylia            |
| Mistrzostwa Świata                  | 2 – 18 grudnia 2011       | Brazylia        | 1      | Norwegia            |
| Mistrzostwa Afryki                  | 11-20 stycznia 2012       | Maroko          | 1      | Angola              |
| I Światowy Turniej Kwalifikacyjny   | 25 – 27 maja 2012         | Francja         | 2      | Francja Czarnogóra  |
| II Światowy Turniej Kwalifikacyjny  | 25 – 27 maja 2012         | Hiszpania       | 2      | Hiszpania Chorwacja |
| III Światowy Turniej Kwalifikacyjny | 25 – 27 maja 2012         | Dania           | 2      | Rosja Dania         |
| Razem                               |                           |                 | 12     |                     |

## Wyniki

### Medaliści
| Złoto | Srebro | Brąz |
| FrancjaJérôme Fernandez Didier Dinart Xavier Barachet Guillaume Gille Bertrand Gille Daniel Narcisse Guillaume Joli Samuel Honrubia Daouda Karaboué Nikola Karabatić Thierry Omeyer William Accambray Luc Abalo Cédric Sorhaindo Michaël Guigou | SzwecjaMattias Andersson Mattias Gustafsson Kim Andersson Jonas Källman Magnus Jernemyr Niclas Ekberg Dalibor Doder Jonas Larholm Tobias Karlsson Johan Jakobsson Johan Sjöstrand Fredrik Petersen Kim Ekdahl Du Rietz Mattias Zachrisson Andreas Nilsson | ChorwacjaVenio Losert Ivano Balić Domagoj Duvnjak Blaženko Lacković Marko Kopljar Igor Vori Jakov Gojun Zlatko Horvat Drago Vuković Damir Bičanić Denis Buntić Mirko Alilović Manuel Štrlek Ivan Čupić Ivan Ninčević |

### Medalistki
| Złoto | Srebro | Brąz |
| NorwegiaKari Aalvik Grimsbø Ida Alstad Heidi Løke Tonje Nøstvold Karoline Dyhre Breivang Kristine Lunde-Borgersen Kari Mette Johansen Marit Malm Frafjord Linn-Jørum Sulland Katrine Lunde Haraldsen Linn-Kristin Koren-Riegelhuth Gøril Snorroeggen Amanda Kurtović Camilla Herrem | CzarnogóraMarina Vukčević Radmila Miljanić Jovanka Radičević Ana Đokić Marija Jovanović Ana Radović Anđela Bulatović Sonja Barjaktarović Maja Savić Bojana Popović Suzana Lazović Katarina Bulatović Majda Mehmedović Milena Knežević | HiszpaniaMarta López Andrea Barnó Carmen Martín Nely Alberto Beatriz Fernández Verónica Cuadrado Marta Mangué Macarena Aguilar Silvia Navarro Jessica Alonso Elisabeth Pinedo Begoña Fernández Vanessa Amorós Patricia Elorza Mihaela Ciobanu |

## Tabela medalowa
| Miejsce | Państwo    | Złoto | Srebro | Brąz | Razem |
| ------- | ---------- | ----- | ------ | ---- | ----- |
| 1       | Norwegia   | 1     | 0      | 0    | 1     |
| 1       | Francja    | 1     | 0      | 0    | 1     |
| 3       | Czarnogóra | 0     | 1      | 0    | 1     |
| 3       | Szwecja    | 0     | 1      | 0    | 1     |
| 5       | Hiszpania  | 0     | 0      | 1    | 1     |
| 5       | Chorwacja  | 0     | 0      | 1    | 1     |
|         | Razem      | 2     | 2      | 2    | 6     |